# Telamim
Telamim (hebr. תלמים) – moszaw położony w Samorządzie Regionu Lachisz, w Dystrykcie Południowym, w Izraelu.
Leży na pograniczu północno-zachodniej części pustyni Negew i Szefeli, w pobliżu miasta Kirjat Gat.

## Historia
Moszaw został założony w 1950 przez imigrantów z Tunezji.

## Gospodarka
Gospodarka moszawu opiera się na intensywnym rolnictwie i sadownictwo.